# 合奏 (フェルメールの絵画)
『合奏』（がっそう、オランダ語: Het concert、英語: The Concert）は、オランダ黄金時代の画家として挙げられるヨハネス・フェルメールが、1664年頃に描いた油絵である。

## 構図
『合奏』には、座ってチェンバロを弾く若い女性、リュートを弾く男性、立って歌う女性の3人の人物が描かれている。チェンバロは理想郷アルカディアの風景画で飾られている。画面左手前のテーブルの下には弦楽器が描かれ、音楽というこの作品の主題をより高める役割を果たしている。
背景の壁には2点の絵画が掛けられている。右の絵画はフェルメールが『ヴァージナルの前に座る女』の背景にも描き入れている、ディルク・ファン・バビューレン作の娼館の情景を描いた『取り持ち女』である。これはフェルメールの義母マーリア・ティンスが所有していた絵画だった。左の絵画には田園の風景が描かれている。当時のオランダ絵画において、音楽は性愛と関係付けられることがあり、背景に描かれた『取り持ち女』が性愛を象徴していると考えられている。

## 来歴と盗難
1669年にアムステルダムで売りに出されたが、以降1780年までの所在は分かっていない。その後、アメリカ合衆国の慈善家で美術収集家のイザベラ・スチュワート・ガードナーが、1892年にパリで開催されたオークションで5000ドルで落札し、1903年に彼女がボストンに創設したイザベラ・スチュワート・ガードナー美術館に展示した。
しかし、1990年3月18日未明に、ボストン市警の警察官を装った強盗2人組が美術館に押し入って警備員を拘束した上、本作を含めて、レンブラント・ファン・レインの『ガリラヤの海の嵐』、『自画像』などの作品3点、エドガー・ドガの素描5点、エドゥアール・マネの『トルトニ亭にて』、さらに、中国製の銅器など、計13点の所蔵品を窃盗した。フェルメールの作品は1970年代以降たびたび盗難に遭ったが、その多くは再発見された。しかし、本作のみ、同時に盗難された他作品と共に、行方不明のままである。フェルメールの『合奏』は盗難絵画としては最も高額な作品とされ、その評価額は2億ドル超と見なされている。

## 合奏を取り扱った作品
- 映画『リーサル・ストーム』（2020年）
- 小説『償いのフェルメール』（ダニエル・シルヴァ著、2024年。原題：The Collector）